# Competencia lingüística
Este artículo se refiere a la competencia en lingüística. Para otros usos ver Competencia.
En lingüística, las teorías que se agrupan dentro de la gramática formal denominan competencia lingüística al conjunto de conocimientos que permite  comprender y producir una cantidad, potencialmente infinita, de oraciones gramaticalmente correctas, con una cantidad finita de elementos.
Además, ciertos enfoques que se ubican en la gramática funcional entienden que el término también debe incluir cierto conocimiento acerca de la adecuación de un enunciado al contexto de situación en que se produce.
Para Howard Gardner la competencia lingüística es la inteligencia que parece compartida de manera más universal y común en toda la especie humana. Considera que las médulas de tal tipo de inteligencia son la fonología y la sintaxis, mientras que la semántica y la pragmática se relacionan más con la inteligencia lógica-matemática y la inteligencia interpersonal. Define pues la competencia lingüística como aquella que permite procesar información de un sistema de símbolos para reconocer la validez fonológica, sintáctica o semántica en un acto de significación de esa lengua.
Para Chomsky, la competencia lingüística es la capacidad que tiene todo ser humano de manera innata de poder hablar y crear mensajes que nunca antes había oído. Esta competencia se centra en las operaciones gramaticales que tiene interiorizadas el individuo y se activan según se desarrolle su capacidad coloquial. Es decir, el lenguaje nace desde dentro del individuo y no desde lo social como sostenía Saussure. El maestro lo que tiene que hacer es desarrollar esta competencia lingüística en el alumno haciéndole que hable y enseñándole vocabulario y no solamente gramática. La competencia lingüística se hace realidad a través de reglas generativas que se relacionan con la gramática que es saber organizarse y estructurarse.
El Real Decreto 126/2014, de 28 de febrero, por el que se establece el currículo básico de la Educación Primaria (BOE, 1 de marzo), señala como primera competencia básica del currículo de la enseñanza Primaria la "comunicación lingüística”. El desarrollo de esta competencia se justifica y concreta en las siguientes actividades fundamentales para las relaciones humanas ( BOE 2006):

1)	Comprensión de la realidad, comunicación oral y escrita, organización del pensamiento.
2)	Expresión de ideas, emociones, vivencias, opiniones, expresión oral y escrita, diálogo y relación social.
3)	La conversación como medio de aprendizaje, de desarrollo personal y afectivo.
4)	La construcción de relaciones iguales; el lenguaje como motor para la resolución de conflictos en la comunidad escolar.
5)	La interacción verbal y no verbal adaptada a cualquier contexto.
6)	La lectura y la escritura.
7)	El conocimiento reflexivo de la lengua para explorar todas las estrategias expresivas que permitan una mejor interacción social.
8)	El dominio y la formalización de la lengua permiten el desarrollo de la capacidad crítica y la capacidad empática para escuchar,    entender y valorar las opiniones diversas transmitidas en la conversación oral y en los textos escritos.

Ámbitos de la competencia lingüística:
-	Competencia lectora.
-	Competencia para hablar y escuchar.
-	Competencia en composición de textos

Competencia lectora: el fomento de la lectura en el aula debe ser algo primordial, a través de la lectura el individuo comprende y se relaciona en la sociedad.
La mayor parte de las cosas que sabemos, las aprendemos a través de los libros.
Competencia para hablar y escuchar: son dos conceptos imprescindibles en nuestra sociedad, debemos escuchar y comprender, el ser humano necesita hablar para comunicarse, para relacionarse y transmitir mensajes a través de su lengua.
Los alumnos deben aprender a comprender lo que escuchan y a expresarse correctamente para poder llegar a establecer una buena comunicación.
Competencia en composición de textos: habilidad para componer distintos textos de carácter escrito, transmitiendo un conocimiento o satisfaciendo las necesidades personales y participando en la vida social.
Competencia plurilingüe y pluricultural: en la última década ha habido un aumento considerable de la diversidad  lingüística, hoy en día en una misma aula pueden existir varias culturas, esto no debe ser un obstáculo para la enseñanza-aprendizaje, sino una oportunidad para enriquecerse y conocer otras culturas y otras lenguas.
Cabe destacar que se dividen en tres textos poèticos,narrativos y dramáticos.

## Actuación en la Gramática Generativa
La distinción que la Gramática generativa hace entre competencia y actuación a veces se confunde con que la dicotomía que Ferdinand de Saussure formuló entre lengua y habla. Es muy importante reconocer que estas dos parejas de nociones no tienen ninguna relación entre sí, aunque muchos adversarios de Chomsky usan el cliché de que son equivalentes. Eso es un grave error.
Para comenzar, la competencia es por completo individual, mientras la lengua es enteramente social, como señaló Saussure en su famoso Curso de Lingüística General. Pero hay algo que es incluso más importante. La suma completa de los enunciados de todos los hablantes (todos ellos, lo que Saussure llamaba la “masa”) contiene la lengua; en cambio, la colección exhaustiva de todos y cada uno de los enunciados de un individuo (toda su actuación) instancia solo una fracción de su competencia. De hecho, Chomsky tiene una noción propia de lengua: un conjunto infinito de oraciones (y la competencia es precisamente la capacidad para generarlo), que tampoco coincide con la lengua saussuriana.
Por otra parte, la actuación es un proceso mental e innato, igual que la competencia, y se considera que es mucho más uniforme que la competencia (los procesos de actuación son esencialmente los mismos en todos los individuos); de hecho, en el Programa minimalista, el problema central de la sintaxis es cómo hacer para que las arbitrarias asociaciones de rasgos en el léxico se combinen entre sí de tal manera que el resultado final pueda ser interpretado adecuadamente por los sistemas mentales de actuación, que son el sistema articulatorio-perceptual y el sistema conceptual-intencional; es decir, la tarea de la sintaxis es neutralizar la diferencia entre los léxicos (gracias a la sintaxis, los sistemas de actuación de todos los individuos reciben la misma información). Claramente, esto subraya el hecho de que la actuación no tiene nada que ver con el habla saussuriana tampoco (es decir la actuación no es la conducta verbal sino su capacidad).
En otras palabras, competencia y actuación son dos módulos diferentes de la mente, dos componentes separados, uno puede existir sin el otro (se puede afectar la actuación sin afectar la competencia). Lengua y habla, en cambio, no son independientes: no hay habla sin lengua.

## Competencia comunicativa
Frente a la idea de competencia lingüística aparece la noción de competencia comunicativa propuesta por Dell Hymes, referida al uso del lenguaje en actos de comunicación particulares, concretos y social e históricamente situados. De este modo, Hymes introduce una visión más pragmática del lenguaje, en la que los aspectos socioculturales resultan determinantes en los actos comunicativos.
Umberto Eco concibe dos enfoques pragmáticos, una pragmática de la significación y otra de la comunicación, pues fenómenos como la coreferencia textual, el tópico, la coherencia textual, la referencia a un conjunto de conocimientos, la implicación conversacional y muchos otros, atañen a un proceso de comunicación efectivo y ningún sistema de significación puede preverlos.
Va tomando forma así la competencia enciclopédica, referida a la capacidad de poner en juego, en los actos de significación y comunicación, los saberes con los que cuentan los sujetos y que son construidos en el ámbito de la cultura escolar o sociocultural en general, y en el micro-entorno local y familiar. 
Otra diferencia importante entre las competencias lingüística y comunicativa corresponde al carácter dinámico de la segunda frente al carácter estático de la primera. La competencia lingüística es innata, tiene base biológica, es estática, tiene un carácter absoluto y no implica comparación. La competencia comunicativa es un concepto dinámico que depende de la negociación del significado entre dos o más personas que comparten hasta cierto punto el mismo sistema simbólico. Como Savignon (1983) propone, tiene un carácter interpersonal y no intrapersonal. Además, la competencia comunicativa tiene un carácter relativo y no absoluto y los diferentes usuarios de la lengua pueden presentar distintos grados de competencia comunicativa. La competencia comunicativa, por lo tanto, tiene base social y es específica del contexto en el que tiene lugar la comunicación.
Desde la comunicación se perfilan tres grandes competencias, la argumentativa, la interpretativa y la propositiva. En la argumentación se valoran las acciones que directamente legimtiman y dan cuenta de lo planteado en el acto comunicativo, para ampliar la confrontación de significados y la capacidad de decisión en situaciones, se relaciona con el habla, con la retórica y con la ética. En la interpretación se domina un sistema de reglas para inferir expresiones posibles, se relaciona con la lectura, la hermenéutica y la semiótica. En la proposición se formula o produce un nuevo sentido que se da en las acciones de confrontación, refutación o en las alternativas de solución plantadas frente a un texto o discurso; se relaciona con la escritura, la pragmática y la crítica. La habilidad de escuchar es importante en las tres competencias comunicativas.
Debido al aumento de la inmigración en el mundo, muchas personas cuyo idioma es diferente al local utilizan servicios públicos. En principio, todas las personas deberían tener acceso a estos servicios, dado que en muchos casos el acceso igualitario es requerido por la ley. Asimismo, una buena comunicación es importante para que estos puedan proveer una ayuda eficaz a quienes los utilizan. En este sentido, problemas de comunicación pueden llevar a tomar decisiones equivocadas y a resultados deficientes, por lo que se deberían ofrecer comunicaciones que se adapten a las personas con habilidades limitadas en el idioma del país en el que residen.
Una revisión sistemática de cuatro estudios comparativos examinó la eficacia de las ayudas comunicacionales entre los servicios públicos y los inmigrantes. Estas ayudas se dividieron en tres categorías: 
- Comunicación verbal o directa.
- Comunicación escrita.
- Ayudas más amplias.

Los resultados sugieren que no hay indicios claros sobre si un enfoque particular de interpretación funciona mejor que otro. Por otro lado, un estudio sugiere que un curso de inglés como segunda lengua que integra el conocimiento de los padres y su comportamiento, fue más eficaz que un curso estándar. Dada la poca cantidad de estudios, estos hallazgos pudieran no ser fiables.